# Japanse bezetting van Nederlands-Indië
De Japanse bezetting van Nederlands-Indië was de periode in de Tweede Wereldoorlog waarin troepen van het Japanse Keizerlijke Leger de kolonie Nederlands-Indië bezet hadden, nadat op 9 maart 1942 de capitulatie van het Koninklijk Nederlandsch-Indisch Leger (KNIL) was getekend in Kalidjati bij Bandoeng door Generaal Hein ter Poorten. Omdat invoer van goederen en troepen uit Europa vrijwel onmogelijk was, waren de geallieerden niet opgewassen tegen het Japanse Keizerlijke Leger, zodat minder dan drie maanden na de eerste aanval op Borneo het KNIL gedwongen was om te capituleren. De bezetting van Nederlands-Indië door Japan luidde tevens het einde in van de Nederlandse koloniale aanwezigheid in de Indonesische archipel. De veranderingen die plaatsvonden in deze periode maakten de Indonesische Revolutie mogelijk, die eerder nog ondenkbaar was geweest. Het grootste gedeelte van Indonesië was nog steeds door de Japanners bezet op het moment van de capitulatie van Japan in augustus 1945.

## Inleiding

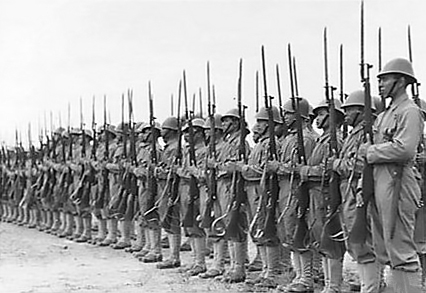
Regiment van uitgeweken leden van het Indische leger (KNIL) in 1943 in Australië

Tot 1949 was Indonesië een kolonie van Nederland onder de naam Nederlands-Indië. In 1929, tijdens de opkomst van de Indonesische nationale beweging, voorzagen de nationale leiders daarvan, Soekarno en Mohammed Hatta (later president en vicepresident), een Pacifische Oorlog, waarin de grotere militaire sterkte van Japan een voordeel kon opleveren voor het onafhankelijkheidsstreven. De Japanners verspreidden de propaganda dat zij het licht van Azië zouden zijn. Japan was aan het einde van de 19e eeuw het enige Aziatische land dat zichzelf op succesvolle wijze had omgevormd tot een moderne technologische staat; het land bleef onafhankelijk, terwijl de meeste andere Aziatische landen onder de invloed van Europese of Amerikaanse landen waren gekomen, en het had tevens Rusland in de oorlog verslagen. Na de Tweede Chinees-Japanse Oorlog verplaatste Japan de aandacht naar Zuidoost-Azië, waarbij het propaganda maakte voor het idee van een zelfvoorzienend Aziatische blok van landen, vrij van westerse inmenging, en onder Japanse leiding.
Japan had tijdens de eerste helft van de 20e eeuw zijn invloed in Azië geleidelijk uitgebreid en tijdens de jaren 20 en 30 overal handelscontacten gelegd. Deze handelscontacten varieerden van kappers in kleine dorpjes en lokale handelaren tot grote winkelketens; firma's als Suzuki en Mitsubishi kregen daarnaast invloed op de suikerhandel. De Japanse bevolking in Nederlands-Indië bestond in 1931 uit 6.949 personen, waarna een geleidelijke daling intrad, die voornamelijk te wijten was aan de economische spanningen tussen Japan en het Nederlandse gouvernement. De Japanse agressie in Mantsjoerije en China in de late jaren 30 veroorzaakte onrust onder de Chinese bevolking in Nederlands-Indië, die vervolgens fondsen verzamelde om de anti-Japanse krachten te steunen. De Nederlandse veiligheidsdienst observeerde eveneens de Japanse inwoners van Nederlands-Indië. Een aantal van deze Japanse inwoners was door Japan naar Indië gestuurd om contacten te leggen met Indonesische nationalisten, met name met Moslimpartijen, terwijl het de Indonesische nationalisten daarnaast met gelden mogelijk werd gemaakt om Japan te bezoeken. Deze aanmoediging van het Indonesisch nationalisme was een deel van het grotere Japanse plan "Azië voor de Aziaten".
In november 1941 stuurde Madjlis Rakjat Indonesia, een Indonesische organisatie voor religieuze, politieke en vakbondsgroepen, een memorandum aan het Nederlandse gouvernement, waarin het de mobilisatie van het Indonesische volk vanwege de oorlogsdreiging eiste. Dit memorandum werd geweigerd omdat het Nederlandse gouvernement de Madjlis Rakjat Indonesia niet als vertegenwoordiger van het volk zag. Vier maanden later was Nederlands-Indië door de Japanners bezet.

## De verovering

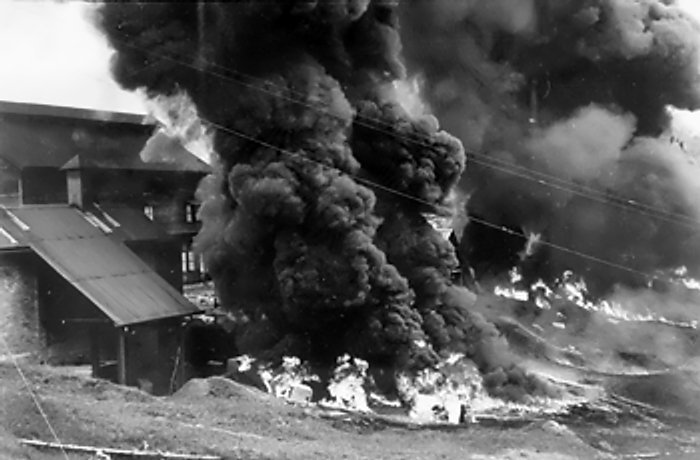
Brandende plantages

Op 8 december 1941 verklaarde Nederland de oorlog aan Japan. In januari werd het American-British-Dutch-Australian Command geformeerd om de geallieerde krachten in Zuidoost-Azië te coördineren; deze strijdmacht stond onder commando van generaal Archibald Wavell. In de nacht van 10 op 11 januari 1942 vielen de Japanners Menado op Celebes aan.
Omstreeks dezelfde tijd bedreigden zij ook Tarakan op noordoost Borneo, een belangrijk centrum voor de productie en distributie van olie. Op 27 februari werd de geallieerde vloot verslagen tijdens de Slag in de Javazee en van 28 februari tot 1 maart 1942 landden de Japanse troepen vrijwel ongestoord op vier plaatsen langs de noordkust van Java. Op 8 maart gaven de geallieerde troepen in Nederlands-Indië zich over, werden de krijgsgevangenen naar Jappenkampen gezonden en Indonesische vrijheidsstrijders vrijgelaten. Europese burgers werden opgesloten en Indonesische en Japanse burgers werden op strategische posten geplaatst.
Het nieuws van de bevrijding van het Nederlandse gouvernement werd in eerste instantie door de Indonesiërs met groot enthousiasme ontvangen. Zij begroetten het Japanse leger met vlaggen en leuzen als Japan is onze oudere broer en Banzai Dai Nippon! Toen de Japanners verder avanceerden vermoordden Indonesische rebellen in vrijwel elk deel van de archipel kleine groepen Europeanen (vooral Nederlanders) en verraadden grotere groepen aan de Japanners. Te Atjeh ontstond zelfs al voor de komst van de Japanners een opstand tegen het Nederlandse gouvernement. Een bekende Indonesische schrijver, Pramoedya Ananta Toer, noteerde: bij de aankomst van de Japanners was iedereen vol hoop, behalve zij die in dienst van de Nederlanders hadden gewerkt.

## De bezetting

### Het begin

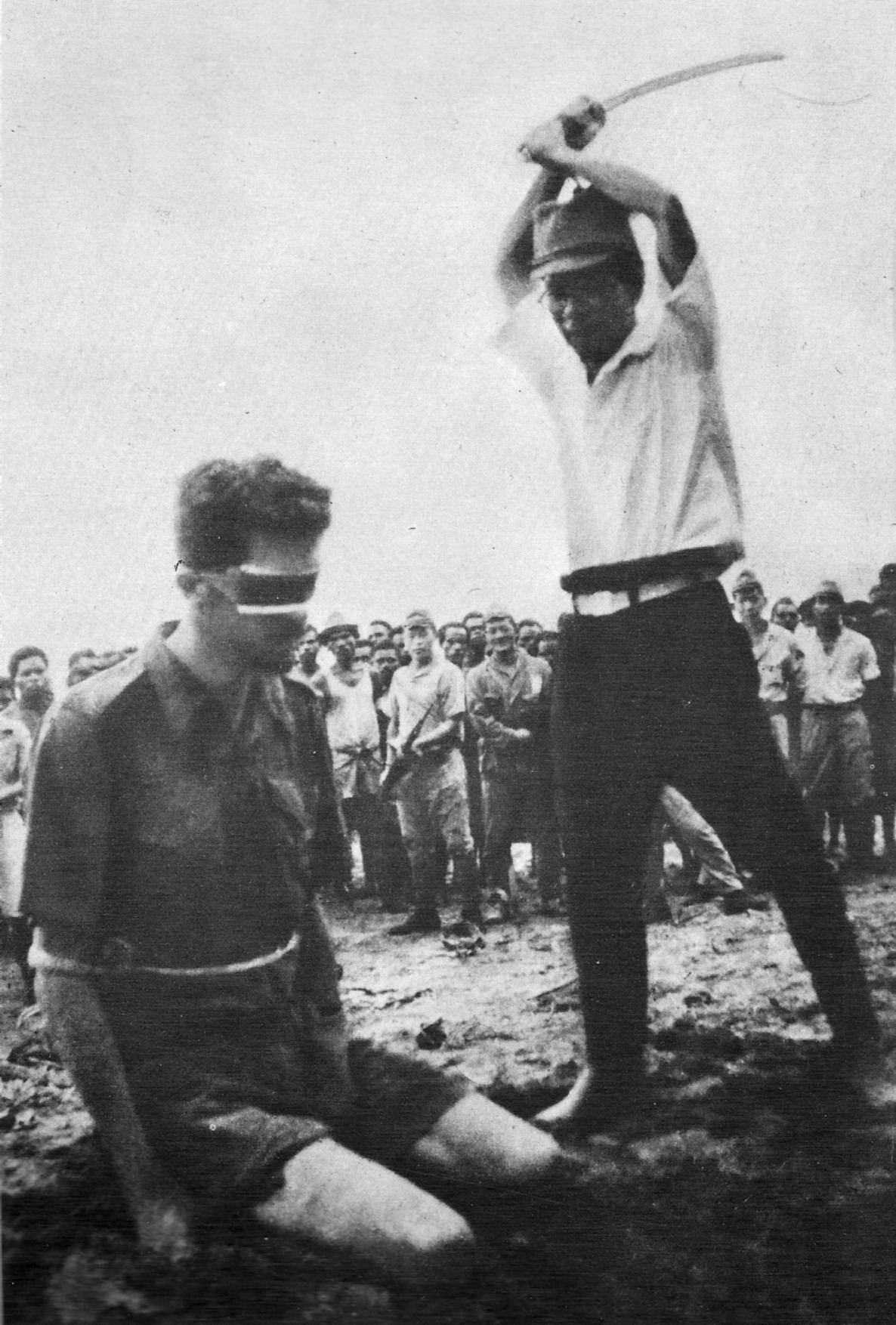
Veel krijgsgevangenen werden door de Japanners onthoofd.

De Japanse bezetter werd in eerste instantie door de Indonesiërs als bevrijder begroet maar deze mening werd al snel herzien. Het politieke beleid wisselde naarmate de oorlog vorderde maar globaal zag de Japanse bezettingsmacht de Indonesiër als een dienaar van de Japanse oorlogsbehoefte. Tijdens de Japanse bezetting nam de populariteit van de Indonesische Vrijheidsbeweging toe. In juli 1942 accepteerden leidende nationalisten als Soekarno het Japanse aanbod om Indonesiërs in te schakelen ten behoeve van de Japanse oorlogsindustrie. Zowel Soekarno als Hatta kregen in 1943 een hoge onderscheiding van de Keizer van Japan. De Japanse bezetter verdeelde Indonesië in drie regio's: Sumatra werd geplaatst onder het commando van het 25e leger, Java en Madoera werden geplaatst onder het 16e en Borneo en Oost-Indonesië werden bestuurd door de 2e zuidelijke marinevloot. Het 16e en 25e leger kregen hun hoofdkwartier te Singapore en bestuurden daarnaast Brits Maleisië tot april 1943, toen het bestuur werd beperkt tot Sumatra en het hoofdkwartier werd verplaatst naar Bukittinggi. Het 16e leger had zijn hoofdkwartier te Jakarta, terwijl de 2e zuidelijke vloot zijn basis te Makassar had.

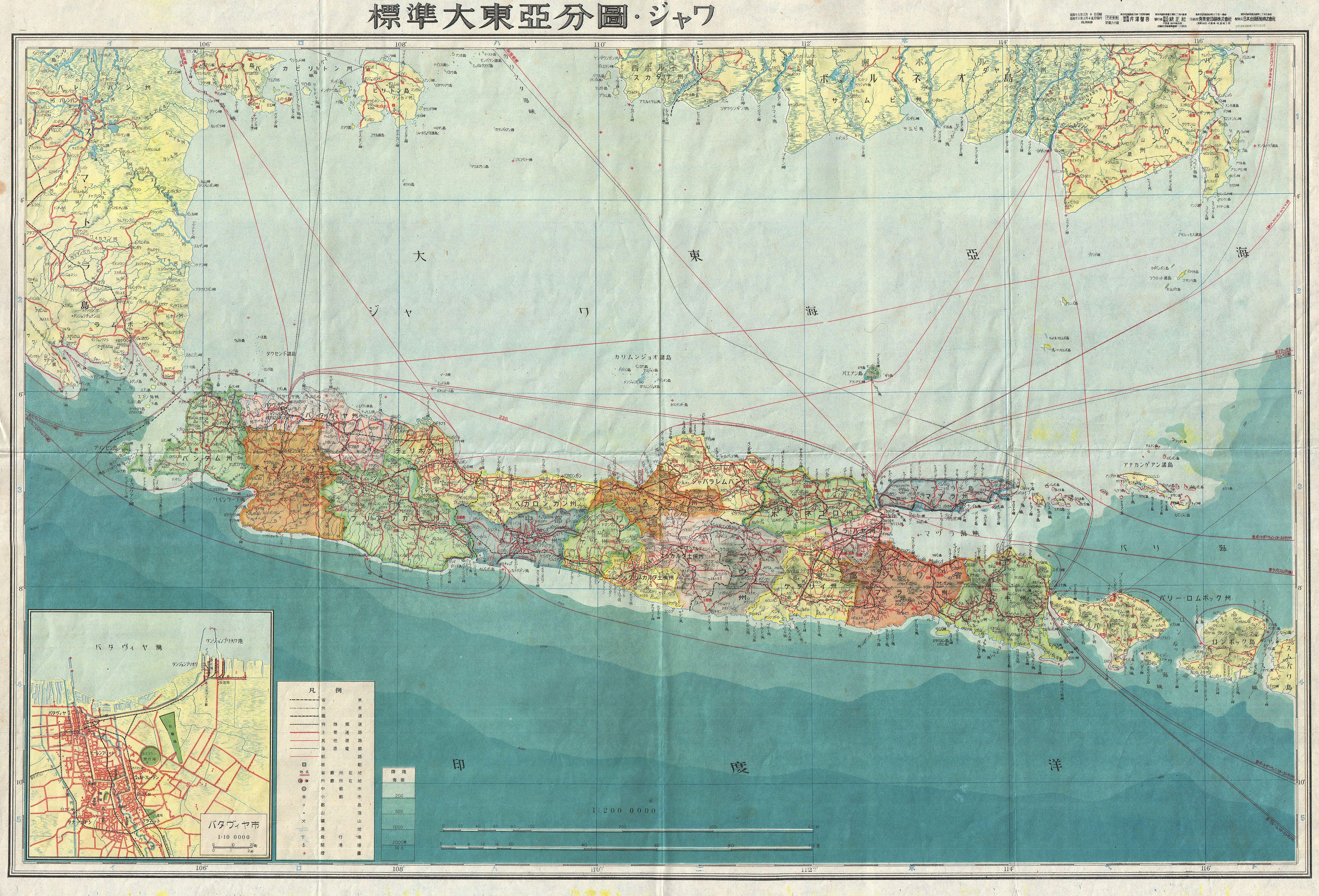
Japanse kaart van Java

De ervaring van de inwoners van Nederlands-Indië met de Japanse bezetter was afhankelijk van waar men woonde en welke sociale positie men had. Diegenen die in gebieden woonden die belangrijk waren voor de Japanse oorlogsindustrie werden gemarteld, als seksslaaf gebruikt, konden zonder reden gearresteerd en geëxecuteerd worden of van oorlogsmisdaden worden beschuldigd. Vele duizenden mensen werden als werkkrachten (romoesja) weggevoerd van Indonesië om ten dienste van militaire objecten, zoals de Birmaspoorweg te worden ingezet. Velen stierven als een gevolg van de slechte behandeling en uithongering. In totaal werden tussen de 4 en 10 miljoen romoesja's van Java gedwongen ten behoeve van de Japanse oorlogsindustrie te werken. Omstreeks 270.000 van deze Javanen werden naar andere gebieden in Zuidoost-Azië gestuurd, waarvan slechts 52.000 terugkeerden; dit betekende dat er een sterfte van 80% had plaatsgevonden. Nederlandse burgers, andere Europeanen en Indo's waren een belangrijk doelwit van de Japanners; zij werden geïnterneerd in kampen. Vrijwel alle Europese en Indo-Europese mannen waren actief geweest binnen het Indische leger of voor het gouvernement en werden geïnterneerd als krijgsgevangenen. De krijgsgevangenkampen kenden een sterftecijfer dat boven de 25% lag.

### Miljoenen doden
Tijdens de Tweede Wereldoorlog stierven tienduizenden Indonesiërs, werden te werk gesteld als slavenarbeiders of gedwongen hun huis te verlaten. In de Nationale Revolutie die volgde stierven nog eens honderdduizenden mensen (ook burgers) in gevechten tegen de Japanners, de geallieerde troepen en tegen elkaar, vóórdat de onafhankelijkheid werd bereikt. In een rapport van de Verenigde Naties stond dat 4 miljoen mensen in Indonesië ten tijde van de Japanse bezetting stierven als gevolg van hongersnood, moord, doodslag, marteling en gedwongen tewerkstelling, vóórdat de Indonesische onafhankelijkheid werd bereikt. Dat aantal was inclusief de 30.000 Europese burgers die overleden in interneringskampen. In dezelfde tijd werden hele spoorweglijnen, spoorwegmaterieel en industrieën op Java gedemonteerd en naar Japan en Mantsjoerije verscheept. Rapporten van de Britse geheime dienst meldden dat tijdens de bezetting grote hoeveelheden materieel, dat dienst kon doen tijdens de oorlog, verplaatst was.
De belangrijkste man, naast Soetan Sjahrir, die de ondergrondse studentenbeweging leidde, was de linkse politicus Amir Sjarifoeddin, die in 1942 een bedrag van 25.000 gulden van het Nederlandse bestuur had gekregen om een verzetsgroep te organiseren met behulp van zijn marxistische en nationalistische relaties. De Japanners arresteerden hem in 1943 en hij kon slechts aan de doodstraf ontsnappen doordat Soekarno intervenieerde, wiens populariteit in Indonesië door de Japanners werd erkend en die dus belangrijk voor de Japanners was. De belangrijkste overige pro-geallieerde verzetsgroepen waren verder te vinden bij de Chinezen op Ambon en Menado.

### Indonesisch nationalisme

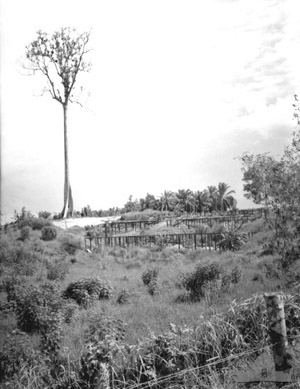
Sandakan, op Borneo, van waaruit door de Japanners dodenmarsen werden georganiseerd

Tijdens de bezetting moedigde de Japanse bezetter Indonesische nationalisme aan en steunde deze, richtte nieuwe Indonesische instituten op en ondersteunde nationalistische leiders, zoals Soekarno. In de jaren voor de oorlog was het Nederlandse gouvernement zo succesvol geweest in het onderdrukken van nationalistische sentimenten, dat de Japanners het van fundamenteel belang achtten deze sentimenten zo veel mogelijk te steunen ten behoeve van de komende Indonesische onafhankelijkheid. Binnen twee maanden na de bezetting van Japan stonden de Japanners echter niet meer toe dat het woord Indonesië in politieke zin voor het land werd gebruikt, noch stonden zij toe dat de nationalistische rode en witte vlag langer werd gebruikt.
Feitelijk werd "iedere discussie, organisatie, speculatie of propaganda betreffende de politieke organisatie of het gouvernement van het land" (ook in de pers) absoluut verboden. Nederlands-Indië werd opgesplitst in drie aparte regio's, die het zuidelijk territoriaal gebied (in het Indonesisch: Daerah Selatan) werden genoemd. Terwijl Tokio bezig was de onafhankelijkheid van de Filipijnen in 1943 voor te bereiden, besloot Japan tegelijkertijd de Indonesische eilanden te annexeren en bij het grote Japanse Rijk te voegen. Pas laat in het jaar 1944, toen de oorlog voor Japan een keerpunt had bereikt, begonnen de Japanners echter de nationalisten serieuze ondersteuning te bieden.

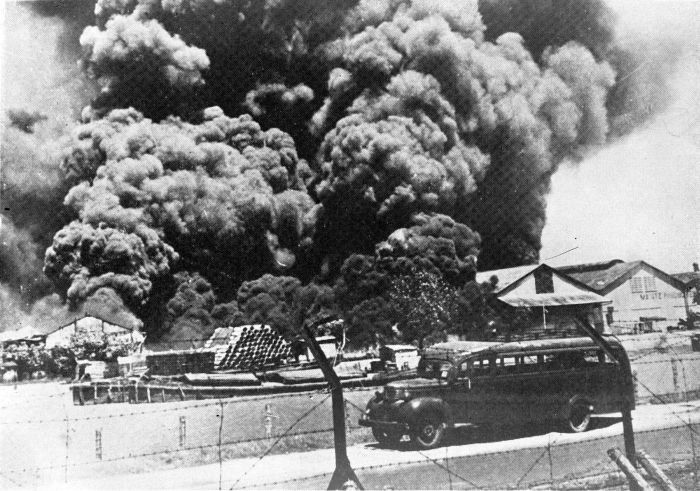
Vernietiging van marine-installaties te Soerabaja

De Japanse bezetter zag Java als het meest ontwikkeld op politiek gebied, maar economisch als het minst belangrijk; de bevolking was de belangrijke bron voor Japan. Als zodanig en in tegenstelling tot het eerdere Nederlandse bewind, moedigde Japan het nationalisme op Java aan en vergrootte zo zijn politieke invloed. Op een soortgelijke wijze trachtte het later Sumatra, met zijn rijke grondstoffen, te sturen, maar dat was pas nadat duidelijk was geworden dat Japan de oorlog zou gaan verliezen. De buitenste eilandring, die onder bewind stond van de marine, werd gezien als politiek achterlijk maar economisch zeer belangrijk voor de Japanse oorlogsindustrie; deze regio werd het meest actief bestuurd. Deze verschillen van de Japanse bezetter in de stimulering van het nationalisme in de verschillende gedeelten van Indonesië zouden later van grote invloed blijken op de loop van de Indonesische Revolutie in de jaren die volgden op de onafhankelijkheid (1945-1950).
Om steun te verkrijgen en het Indonesische volk te mobiliseren in de oorlog tegen de geallieerden moedigde de Japanse bezetter nationalistische bewegingen aan en ronselde zij in april 1943 Indonesische nationalistische leiders als Soekarno, Hatta, Ki Hadjar Dewantara en Kyai Haji Mas Mansyur om de steun te verkrijgen voor mobilisatiecentra (Putera, Jawa Hokokai genoemd, op 1 maart 1944 opgericht). Een deel van de gemobiliseerde bevolking aldaar werd later gedwongen te werk gesteld als romusha's. Japanse militairen verzorgden ook trainingen voor de Indonesische jeugd en voorzagen deze van wapens; ook werd een vrijwilligersleger geformeerd onder de naam Pembela Tanah Air (PETA, verdedigers van het vaderland). Oorspronkelijk was het de bedoeling dat de aldus getrainde jeugd de afnemende macht van Japan zou helpen ondersteunen maar later werd het een belangrijke aanvulling van de militaire krachten van de Indonesische Republiek tijdens de Politionele Acties in de jaren 1945-1949 en vormde deze onder meer de basis tijdens de formatie van het Tentara Nasional Indonesia (Indonesische leger) in 1945.
Op 29 april 1945 vormde de Japanse bezettingsmacht het Onderzoekscomité ter voorbereiding op de Indonesische onafhankelijkheid (Badan Penyelidik Usaha Persiapan Kemerdekaan Indonesia of BPUPKI, een Japans georganiseerd comité voor de onafhankelijkheid van Indonesië. De organisatie werd opgericht door luitenant-generaal Kumakichi Harada, commandant van het 16e leger op Java. Binnen het comité werd onder meer de Indonesische onafhankelijkheidsverklaring voorbereid. In aanvulling op het Indonesisch nationalisme maar even belangrijk voor de komende onafhankelijkheidsstrijd en de nationalistische revolutie was de door Japan georganiseerde economische, politieke en sociale ontmanteling en vernietiging van de Nederlandse koloniale staat Nederlands-Indië.

## Het einde van de bezetting

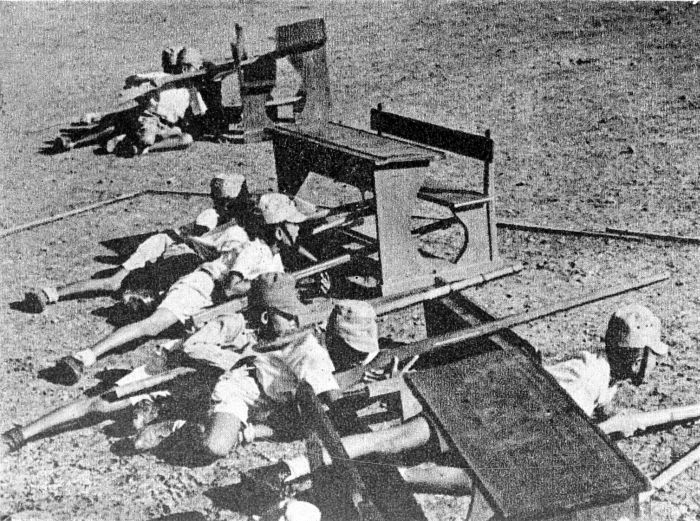
Indonesische jongeren worden door de Japanners geoefend in de wapens

Generaal MacArthur was van plan geweest met de geallieerde troepen Java in 1944-1945 te bevrijden maar kreeg orders van zijn superieuren en president Roosevelt daarvan af te zien. De Japanse bezetting eindigde derhalve met de capitulatie van Japan; twee dagen later riep Soekarno de Indonesische onafhankelijkheid uit. De bevrijding van de geïnterneerden in de jappenkampen verliep traag; Soekarno, die veel Japanse contacten had, overtuigde zijn landgenoten ervan dat deze gevangenen nog steeds een gevaar vormden voor de Indonesische vrijheidsbeweging. Deels omdat de gevangenen politiek wisselgeld vormden maar grotendeels om hen nog verder te vernederen dwong Soekarno de westerse gevangenen in Japanse concentratiekampen, die nog steeds geleid werden door Japanse soldaten, te verblijven. Soekarno koos hier speciaal voor, hoewel er genoeg Indonesische manschappen als bewakers beschikbaar waren, om zijn autoriteit te handhaven. De omstandigheden in de kampen werden intussen iets beter doordat het Rode Kruis materiaal beschikbaar stelde en de geallieerden de wreedste bewakers naar huis hadden gestuurd. Na vier maanden werden de westerse geïnterneerden vrijgelaten op voorwaarde dat ze Indonesië zouden verlaten.

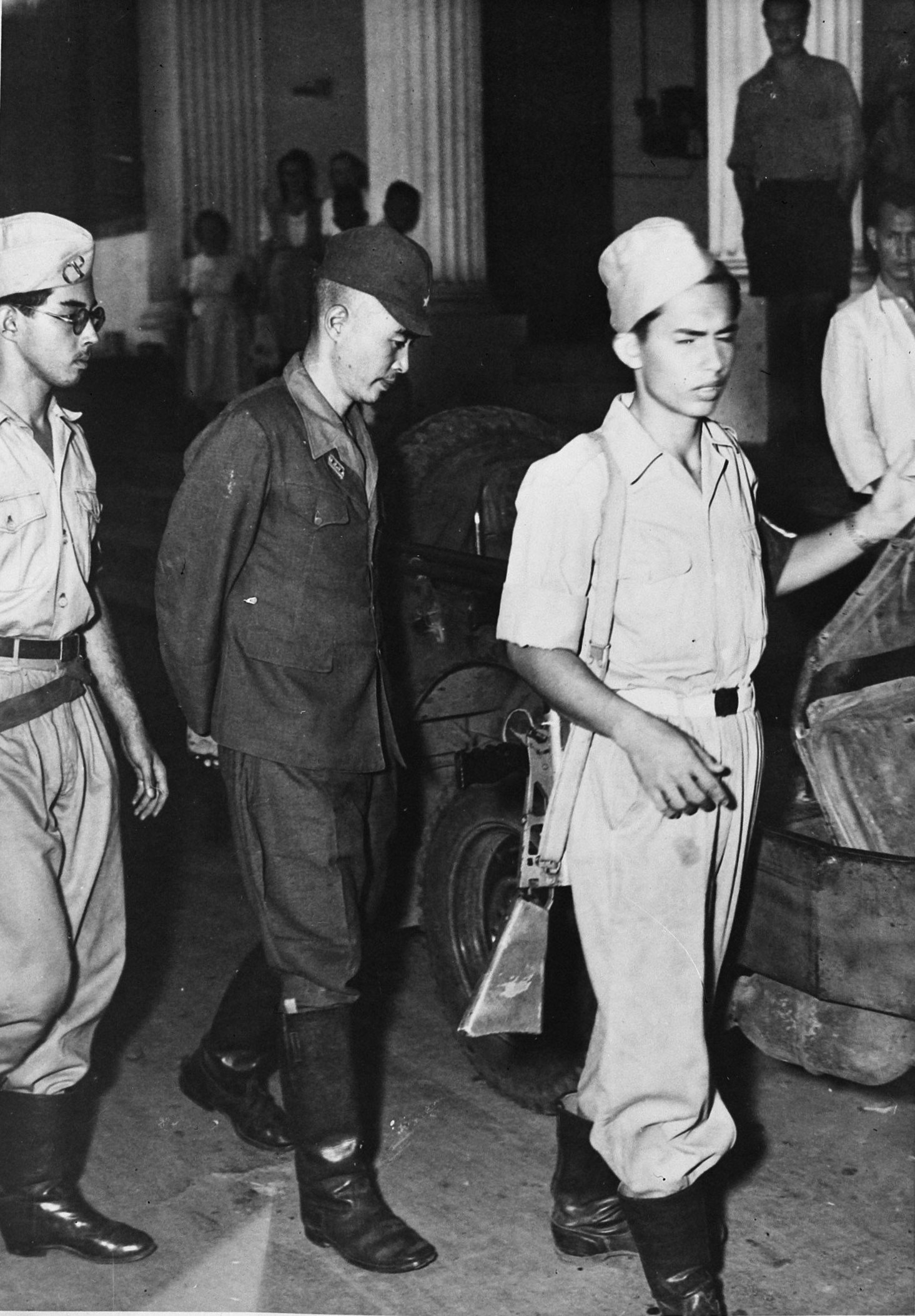
De Japanse oorlogsmisdadiger Kenichi Sonei, "de beul van Tjideng" werd op 2 september 1946 ter dood veroordeeld

Het grootste gedeelte van het Japanse militaire personeel en de civiele koloniale administrateurs werd gerepatrieerd naar Japan, met uitzondering van een paar honderd man, die werden vastgehouden voor onderzoek naar oorlogsmisdaden. Enkelen werden later voor de Temporaire Krijgsraden gedaagd. Omstreeks 1.000 Japanse soldaten deserteerden van hun eenheden en assimileerden met lokale gemeenschappen. Veel van deze soldaten steunden de nationalisten tijdens de Politionele Acties. Het laatste stadium van oorlogsvoering vond plaats in oktober 1945 toen, in overeenstemming met hun voorwaarden voor capitulatie, de Japanners trachtten de macht en invloed terug te krijgen die zij bij de Indonesiërs in de steden en dorpen hadden gehad. De Japanse militaire politieagenten vermoordden op 3 oktober republikeinse Pemuda in Pekalongan en Japanse troepen verdreven de republikeinse Pemuda uit Bandoeng; zij droegen vervolgens de stad over aan de Engelsen. De hevigste gevechten vonden plaats in Semarang. Op 14 oktober bezetten Engelse troepen de stad. Terugtrekkende republikeinse troepen vermoordden toen tussen de 130 en 300 Japanse krijgsgevangenen. Voordat de Engelsen waren gearriveerd waren al 500 Japanners en 2.000 Indonesiërs vermoord in hevige gevechten, waarbij het de Japanners bijna gelukt was de stad op de nationalisten terug te veroveren. Tot 1949 werden door het teruggekeerde Nederlandse gouvernement 448 zittingen inzake oorlogsmisdaden gehouden tegen 1.038 verdachten, waarvan 236 de doodstraf kregen.

## Japanse gouverneurs
- Militaire gouverneurs van Java:
  - Maart - november 1942: Hitoshi Imamura
  - November 1942 - november 1944: Kumashaki Harada
  - November 1944 - september 1945: Shigeichi Yamamoto
- Militaire gouverneurs van Sumatra:
  - Maart - juli 1942: Tomoyuki Yamashita ("de tijger van Maleisië")
  - Juli 1942 - april 1943: Yaheita Saito
  - April 1942 - augustus 1945: Moritake Tanabe

## Veldslagen tijdens de bezetting van Nederlands-Indië door Japan
| Oorlog in Nederlands-Indië |
|                            |